# Boston Marathon 2008

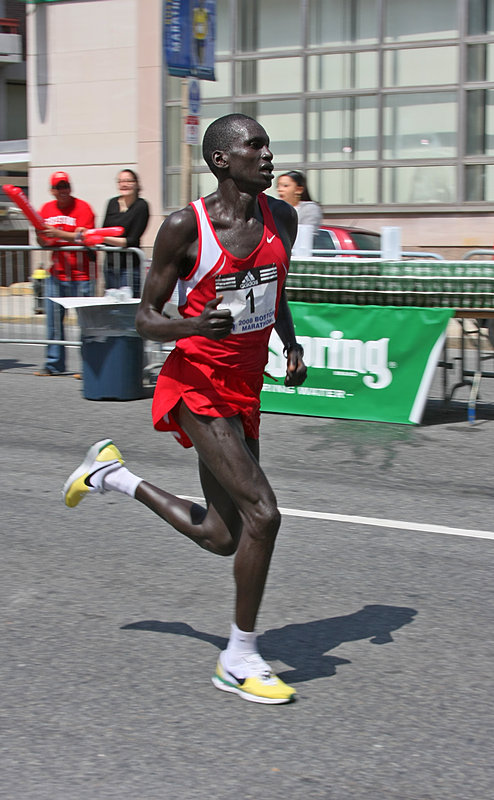
Robert Kipkoech Cheruiyot op weg naar zijn overwinning

De Boston Marathon 2008 vond plaats op maandag 21 april 2008. Het was de 112e editie van deze marathon. In totaal kwamen er 21.963 hardlopers over de finish, waarvan 13028 mannen en 8935 vrouwen.
De wedstrijd bij de mannen werd gewonnen door de Keniaan Robert Kipkoech Cheruiyot in 2:07.46 en hij miste hiermee het parcoursrecord op slechts 32 seconden. Hij is hiermee de vierde atleet die Boston viermaal wist te winnen. Met een ruime minuut achterstand finishte de Marokkaan Abderrahime Bouramdane als tweede. Bij de vrouwen ging de overwinning naar Dire Tune uit Ethiopië.
Opvallende deelnemer in deze wedstrijd was oud-wielrenner Lance Armstrong. Hij nam voor het eerst deel in Boston, nadat hij tweemaal aan de New York City Marathon had deelgenomen. Armstrong voltooide de wedstrijd in 2:50.58 en bleef hiermee een aantal minuten verwijderd van zijn persoonlijk record van 2:46.43.

## Uitslagen

### Mannen
| rang   | naam                      | land | tijd    |
| ------ | ------------------------- | ---- | ------- |
| Goud   | Robert Kipkoech Cheruiyot | KEN  | 2:07.46 |
| Zilver | Abderrahime Bouramdane    | MAR  | 2:09.04 |
| Brons  | Khalid El Boumlili        | MAR  | 2:10.35 |
| 4      | Gashaw Asfaw              | ETH  | 2:10.47 |
| 5      | Kasime Adillo             | ETH  | 2:12.24 |
| 6      | Timothy Cherigat          | KEN  | 2:14.13 |
| 7      | Christopher Cheboiboch    | KEN  | 2:14.47 |
| 8      | James Kwambai             | KEN  | 2:16.07 |
| 9      | James Koskei              | KEN  | 2:16.07 |
| 10     | Nicholas Arciniaga        | USA  | 2:16.13 |
| 11     | Abdelhadi El Mouaziz      | MAR  | 2:16.51 |
| 12     | Tesfaye Girma             | ETH  | 2:18.40 |
| 13     | Shadrack Kiplagat         | KEN  | 2:18.55 |
| 14     | Jason Schoener            | USA  | 2:19.18 |
| 15     | Marc Jeuland              | USA  | 2:20.57 |

### Vrouwen
| rang   | naam                 | land | tijd    |
| ------ | -------------------- | ---- | ------- |
| Goud   | Dire Tune            | ETH  | 2:25.25 |
| Zilver | Alevtina Biktimirova | RUS  | 2:25.27 |
| Brons  | Rita Jeptoo          | KEN  | 2:26.34 |
| 4      | Jeļena Prokopčuka    | LAT  | 2:28.12 |
| 5      | Askale Tafa          | ETH  | 2:29.48 |
| 6      | Bruna Genovese       | ITA  | 2:30.52 |
| 7      | Nuța Olaru           | ROU  | 2:33.56 |
| 8      | Robe Tola            | ETH  | 2:34.37 |
| 9      | Lidia Grigorjeva     | RUS  | 2:35.37 |
| 10     | Stephanie Hood       | USA  | 2:44.44 |
| 11     | Denise Robson        | CAN  | 2:45.54 |
| 12     | Magdaline Chemjor    | KEN  | 2:46.25 |
| 13     | Firaya Sultanova     | RUS  | 2:47.17 |
| 14     | Eliza Mayger         | AUS  | 2:47.36 |
| 15     | Ashley Anklam        | USA  | 2:48.43 |

1897 ·
1898 ·
1899 ·
1900 ·
1901 ·
1902 ·
1903 ·
1904 ·
1905 ·
1906 ·
1907 ·
1908 ·
1909 ·
1910 ·
1911 ·
1912 ·
1913 ·
1914 ·
1915 ·
1916 ·
1917 ·
1918 ·
1919 ·
1920 ·
1921 ·
1922 ·
1923 ·
1924 ·
1925 ·
1926 ·
1927 ·
1928 ·
1929 ·
1930 ·
1931 ·
1932 ·
1933 ·
1934 ·
1935 ·
1936 ·
1937 ·
1938 ·
1939 ·
1940 ·
1941 ·
1942 ·
1943 ·
1944 ·
1945 ·
1946 ·
1947 ·
1948 ·
1949 ·
1950 ·
1951 ·
1952 ·
1953 ·
1954 ·
1955 ·
1956 ·
1957 ·
1958 ·
1959 ·
1960 ·
1961 ·
1962 ·
1963 ·
1964 ·
1965 ·
1966 ·
1967 ·
1968 ·
1969 ·
1970 ·
1971 ·
1972 ·
1973 ·
1974 ·
1975 ·
1976 ·
1977 ·
1978 ·
1979 ·
1980 ·
1981 ·
1982 ·
1983 ·
1984 ·
1985 ·
1986 ·
1987 ·
1988 ·
1989 ·
1990 ·
1991 ·
1992 ·
1993 ·
1994 ·
1995 ·
1996 ·
1997 ·
1998 ·
1999 ·
2000 ·
2001 ·
2002 ·
2003 ·
2004 ·
2005 ·
2006 ·
2007 ·
2008 ·
2009 ·
2010 ·
2011 ·
2012 ·
2013 ·
2014 ·
2015 ·
2016 ·
2017 ·
2018 ·
2019 ·
2020 ·
2021 ·
2022